# Clare Smyth

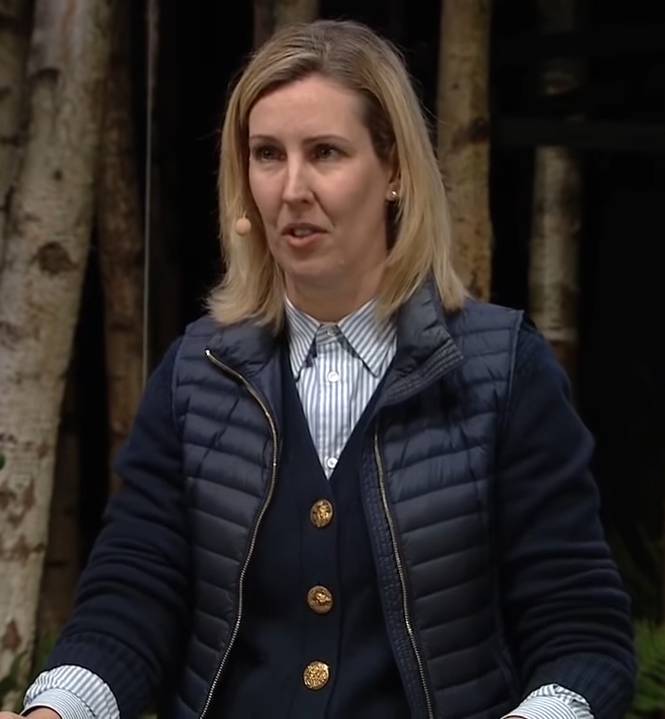
Clare Smyth, 2018

Clare Smyth (* September 1978 in der Grafschaft Antrim) ist eine nordirische Köchin. Sie ist Küchenchefin und Inhaberin des mit drei Michelinsternen ausgezeichneten Restaurants Core by Clare Smyth in London sowie Inhaberin des Restaurants Oncore by Clare Smyth in Sydney.

## Werdegang
Clare Smyth wuchs in der nordirischen Grafschaft Antrim auf. Sie ist das jüngste von drei Kindern ihres Vaters William, eines Landwirts, und ihrer Mutter Doreen, die als Kellnerin in einem örtlichen Restaurant arbeitete. Im Alter von fünfzehn Jahren jobbte Smyth in den Schulferien in einem örtlichen Restaurant. Dieser Nebenjob inspirierte sie dazu, Köchin zu werden. Schließlich verließ Smyth im Alter von 16 Jahren die Schule, um am Highbury College in Portsmouth, Hampshire eine Ausbildung in der Gastronomie zu beginnen.
Den praktischen Teil während ihrer Ausbildung absolvierte Smyth im Grayshott Hotel Health Spa, ein Kurhotel in Surrey. Nach Abschluss der Ausbildung arbeitete sie im Bibendum, einem von Terence Conrans Restaurants im Michelin House in London, sowie sechs Monate für ein Cateringunternehmen in Australien. Nach ihrer Rückkehr nach England arbeitete Smyth in den Sternerestaurants The Waterside Inn, Gidleigh Park sowie im Hotelrestaurant des St Enodoc Hotel in Rock (Cornwall). Hier stieg sie erstmals zur Küchenchefin auf und wurde anschließend mit dem traditionsreichen Award Young Cornish Fish Chef of the Year ausgezeichnet.
So auf Clare Smyth aufmerksam geworden, bot Gordon Ramsay ihr 2002 eine Anstellung als Chef de Partie in seinem mit drei Michelinsternen ausgezeichneten Restaurant Restaurant Gordon Ramsay im Londoner Stadtteil Chelsea an. Um internationale Erfahrungen zu sammeln, unterbrach sie in den Jahren 2004 und 2005 die Arbeit für Gordon Ramsay für eine Tätigkeit als Köchin im dreifach besternten Restaurant Le Louis XV von Alain Ducasse in Monaco sowie für eine Hospitation bei Thomas Keller in seinen ebenfalls dreifach besternten Restaurants  The French Laundry in Yountville, Kalifornien und Per Se in New York. Als Ramsay sie nach ihrer Rückkehr dort 2007 zur Chefköchin beförderte, war Smyth eine von lediglich sieben Chefköchinnen eines Sternerestaurants im Vereinigten Königreich und die erste Köchin, die ein Restaurant mit drei Michelinsternen führte. Im Jahr 2013 wurde sie vom Good Food Guide als National Chef of the Year geehrt. Für ihre Verdienste um die britische Gastronomie wurde Smyth im Rahmen der Birthday Honours 2013 zum Member of the Order of the British Empire (MBE) ernannt. 2016 verließ sie das Restaurant Gordon Ramsay, um ein eigenes Restaurant zu eröffnen.

## Restaurants
im August 2017 eröffnete Smyth ihr Casual-Fine-Dining-Restaurant Core by Clare Smyth im Londoner Stadtteil Notting Hill. 2018 wurde das Core von den  GQ Food and Drink Awards zum besten Restaurant des Landes und Smyth in der Rangliste der World’s 50 Best Restaurants zum besten weiblichen Koch gekürt. 2019 zeichnete der Guide Michelin das Core mit zwei Sternen aus. Im Guide Michelin 2021 folgte der dritte Stern, was Clare Smyth zur ersten britischen Inhaberin eines mit drei Michelinsternen prämierten Restaurants machte.
Nachdem die für Februar 2021 geplante Eröffnung aufgrund der COVID-19-Pandemie verschoben werden musste, eröffnete sie im November 2021 in Sydney, Australien ihr Fine-Dining-Restaurant Oncore by Clare Smyth. Aufgrund der australischen Quarantänemaßnahmen durfte Smyth zur Eröffnung des Oncore dort nicht als Köchin tätig sein. Aus diesem Grund soll laut Smyth das Speisenangebot und die Menüfolge vorerst nahe am Core gehalten und erst mit der Zeit eigenständiger werden.  Eine Rezension im Magazin Bloomberg Businessweek bescheinigte dem Oncore bereits kurz nach Eröffnung, „Sydneys bestes Restaurant“ zu sein.

## Fernsehsendungen
Clare Smyth ist in mehreren Kochsendungen zu Gast gewesen. So trat sie 2010 als teilnehmende Profiköchin bei Hell's Kitchen mit Gordon Ramsay und bei MasterChef: The Professionals auf. 2017 nahm sie als Gastjurorin an der Netflix-Serie Wer zuletzt kocht … teil. Von 2017 bis 2022 trat sie, ebenfalls als Jurorin, in vier Folgen des australischen Formats von Masterchef auf. Smyth ist in mehreren Folgen der BBC-Produktionen Saturday Kitchen und Great British Menu Gast gewesen.

## Privates
Clare Smyth ist seit 2015 mit dem Finanzberater Grant Heath verheiratet. Das Ehepaar lebt im Londoner Stadtteil Wandsworth.